# بلومبيرغ إل بي
بلومبيرغ إل بي (بالإنجليزية: Bloomberg L.P.)‏ شركة عالمية للخدمات الإخبارية والإعلامية والمعلومات المالية، متعددة الجنسيات، يقع مقرها في برج بلومبيرغ، نيويورك في الولايات المتحدة الأمريكية.

## وصلات خارجية
- الموقع الرسمي